# Muhàmmad al-Nuwayri
|  | Per a altres significats, vegeu «an-Nuwayrí». |

Muhàmmad ibn al-Qàssim an-Nuwayrí al-Iskandaraní fou un historiador egipci del segle xiv, nadiu d'Alexandria.
Va escriure una història de la seva ciutat natal del 1366 al 1374, en tres volums. El propòsit era descriure la commoció causada per l'atac dels croats manats de Pere de Lusignan, rei de Xipre, en el seu atac a Alexandria l'octubre de 1365 (quan fou ocupada una setmana i saquejada) però va dedicar tant de temps a la història anterior que no va tenir temps de descriure amb extensió els fets del 1365.